# Ichneumon compar
Ichneumon compar là một loài tò vò trong họ Ichneumonidae.